# Málaga Hoy
Málaga Hoy es un periódico español editado en la ciudad de Málaga desde 2004. Pertenece al Grupo Joly.
Dedica una atención especial a la información local generada en la ciudad de Málaga, en su área metropolitana y en los principales municipios de la provincia. El diario tuvo su primera redacción en la Calle Marqués de Larios de Málaga y actualmente tiene su sede en la calle Puerta del Mar.
Su director es Antonio Méndez Nieto, desde el año 2014.